# Xanthorhoe brachytoma
Xanthorhoe brachytoma là một loài bướm đêm trong họ Geometridae.